# 해롤드 바우어

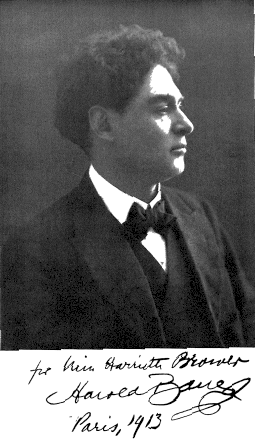
해롤드 바우어

해롤드 빅터 바우어 (Harold Victor Bauer, 1873년 4월 28일 – 1951년 3월 12일)는 바이올리니스트로서 음악 경력을 시작한 피아니스트였다.

## 전기
해롤드 바우어는 킹스턴 어폰 템스에서 태어났다. 그의 아버지는 독일 바이올리니스트였고 어머니는 영국인이었다. 그는 아버지와 아돌프 폴리처의 지도 아래 바이올린 공부를 시작했다. 그는 1883년 런던에서 바이올리니스트로 데뷔했고 9년 동안 영국을 순회했다. 그러나 1892년, 그는 바이올린에 대한 그의 관심을 유지했음에도 불구하고 파리로 가서 1년 동안 이그나치 얀 파데레프스키에게 피아노를 배웠다. 1893년 파리에서 아킬레 리바르드와 함께 프레데릭 델리우스의 바이올린 소나타 B장조를 초연했다.
1893년부터 1894년까지 그는 유명한 소프라노 마드모아젤 니키타와 함께 러시아 전역을 여행하며 피아노 연주와 연주회를 한 후 파리로 돌아왔다. 수도에서 열린 연주회는 그에게 명성을 가져다 주었고, 그는 거의 즉시 프랑스, 독일, 스페인에 파견되었다. 그의 명성은 이러한 공연으로 빠르게 높아졌고, 그의 사업 분야는 네덜란드, 벨기에, 스위스, 영국, 스칸디나비아, 미국으로 확장되었다.
1900년, 해롤드 바우어는 보스턴 심포니 오케스트라와 함께 요하네스 브람스의 피아노 협주곡 D단조 1번을 미국 초연으로 연주하며 미국에 데뷔했다. 1908년 12월 18일, 그는 파리에서 클로드 드뷔시의 피아노 모음곡의 세계 초연 공연을 가졌다. 그 후 그는 미국에 정착했고, 베토벤 협회의 창립자였다.
1915년에서 1929년 사이에 그는 100곡 이상의 곡을 녹음했다.
해롤드 바우어는 영향력 있는 교사이자 편집자였으며, 맨해튼 음악학교의 피아노 학과장을 맡았다. 1941년부터 마이애미 대학교에서 겨울 마스터 클래스를 가르쳤으며 1946년부터 1951년 마이애미에서 사망할 때까지 하트포드 하르트 음악대학의 객원 교수로 재직했다.